# Anna Hallowell

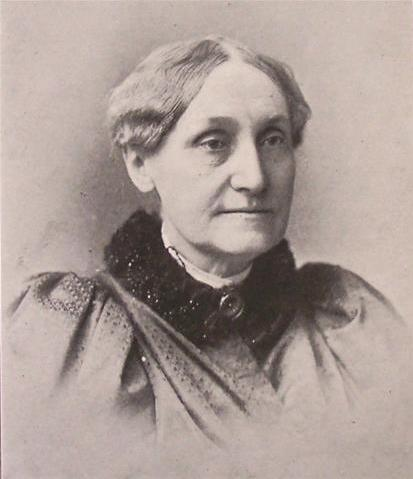
Anna Hallowell

 Anna Hallowell  (* 1. November 1831 in Philadelphia, Pennsylvania; † 6. April 1905 ebenda) war eine amerikanische Abolitionistin und Bildungsreformerin. Sie wurde als erste Frau als Mitglied des Board of Public Education in Philadelphia ausgewählt.

## Leben und Werk
Hallowell war die älteste Tochter der Quäker Morris Longstreth Hallowell und Hannah Smith Penrose Hallowell. 1827 hatten sich ihre Eltern den Hicksite Friends angeschlossen, zu denen auch die Abolitionistin Lucretia Mott gehörte, deren Enkelin Hallowells Bruder Richard heiratete. Dieser begleitete 1859 den Sarg von John Brown nach New York (Bundesstaat) und war maßgeblich an der Rekrutierung von Afroamerikanern für das 54. Massachusetts Infanterieregiment während des Bürgerkriegs beteiligt.
Mit fünfzehn Jahren organisierte Hallowell jeden Sonntag Lese-, Schreib- und Rechenunterricht für afroamerikanische Kinder. Ihre eigene Ausbildung erfolgte auch unter der Anleitung ihres Vaters, mit dem sie 1850 durch Europa reiste. In den Jahren nach der Europatournee übernahm sie als älteste Tochter die Verantwortung für die Erziehung ihrer Geschwister. 1855 half sie bei der Organisation eines Heims für mittellose afroamerikanische Kinder und war sechs Jahre lang Sekretärin des Vorstands. 1859 nahm sie in Begleitung von Lucretia Mott am Prozess gegen den flüchtigen Sklaven Daniel Dangerfield teil und half diesem später, sich in ihrem Haus zu verstecken. 1861 nahm sie als Freundin der ersten Ärztin in Philadelphia, Ann Preston, die Ernennung zum Vorstand des Woman’s Hospital und des Woman’s Medical College an und schrieb sich für einige medizinische Kurse ein.
Im Bürgerkrieg dienten ihre vier Brüder in der Unionsarmee. Als zwei von ihnen verletzt wurden, verwandelte sie ihr Elternhaus in ein Krankenhaus für Unionssoldaten, zu denen auch der spätere Richter am Obersten Gerichtshof Oliver Wendell Holmes, Jr. gehörte. Hier und in anderen improvisierten Krankenhäusern arbeitete Hallowell als Krankenschwester. Um ihre Familie zu unterstützen, unterrichtete sie Latein und Französisch an der Longstreth School und später als Privatlehrerin.
Nach dem Tod ihres Vaters 1880 war sie Managerin des House of Industry, einer philanthropischen Organisation, die von weiblichen Hicksite Quäkern geleitet wurde. Sie war das erste weibliche Mitglied des Central Board of Charity und 1882 Vorsitzende des Philadelphia County Visitors für das State Board of Charities, wo sie maßgeblich war bei der Änderung der Bestrafung von Kindern und bei der Verbesserung der medizinischen Versorgung. 1883 gründete sie die Children’s Aid Society in Pennsylvania, deren erste Präsidentin sie war.

## Gründung von Kindergärten und Tätigkeit im Philadelphia Board of Education
1879 war Hallowell in Philadelphia maßgeblich an der Eröffnung der ersten privaten Einrichtung für arme Kinder beteiligt. Beeinflusst durch die Schriften von Reformern wie Elizabeth Peabody betrachtete sie den universellen Zugang zu Kindergärten als einen Weg, die gesamte Gesellschaft zu reformieren. 1881 organisierte sie die Sub-Primary School Society und 1883 half ihr Lucretia Longshore Blankenburg Kindergärten an öffentlichen Schulen in Philadelphia einzuführen.  Als das Philadelphia Board of Public Education 1887 die finanzielle Verantwortung für die 27 Kindergärten übernahm, wurde sie als Hauptinitiatorin dieser Reform als erste Frau in das Philadelphia Board of Education berufen. Hier sorgte sie für Schulungen für Lehrer und betonte die Notwendigkeit, Frauen als Inspektorinnen von Gefängnissen, Krankenhäusern und Anstalten zu ernennen. Sie führte Schulungen für Kindergärtnerinnen in der Philadelphia Normal School for Girls ein. 1890 beaufsichtigte sie die komplette Überholung der James Forten School für Kinder von Einwanderern und verwandelte diese in eine Schule, deren Größe sich in zehn Jahren mehr als verdoppelte, mit neuen Lehrern, Kursen und Strukturen. Sie war Mitglied der Schulbehörde, bis sie 1898 aus gesundheitlichen Gründen in den Ruhestand ging. 1893 gründete sie mit Mary E. Mumford (1824–1935) den Civic Club, eine Organisation von Frauen der Oberschicht, die sich für soziale Reformen einsetzten.
Sie starb 1905 in Philadelphia an Herzerkrankungen und chronischer Bronchitis. Ihr Tod führte zu einer Reihe von Leitartikeln und Gedenkveranstaltungen, die die hohe Wertschätzung ihrer Zeitgenossen bezeugten.